# Morów
Morów (deutsch Mohrau) ist ein Ort der Stadt- und Landgemeinde Nysa (Neisse) im Powiat Nyski der Woiwodschaft Opole in Polen.

## Geographie
Morów liegt etwa neun Kilometer südwestlich von Nysa und 64 Kilometer südwestlich von Opole (Oppeln) in der Schlesische Tiefebene am Moorwasser (polnisch Mora) an der stillgelegten Bahnstrecke der ehemaligen Neisser Kreisbahn.
Nachbarorte von Morów sind im Norden Biała Nyska (Bielau), im Osten Przełęk (Preiland), im Süden Iława (Eilau), im Südwesten Koperniki (Köppernig) und im Nordwesten Siestrzechowice (Grunau).

## Geschichte

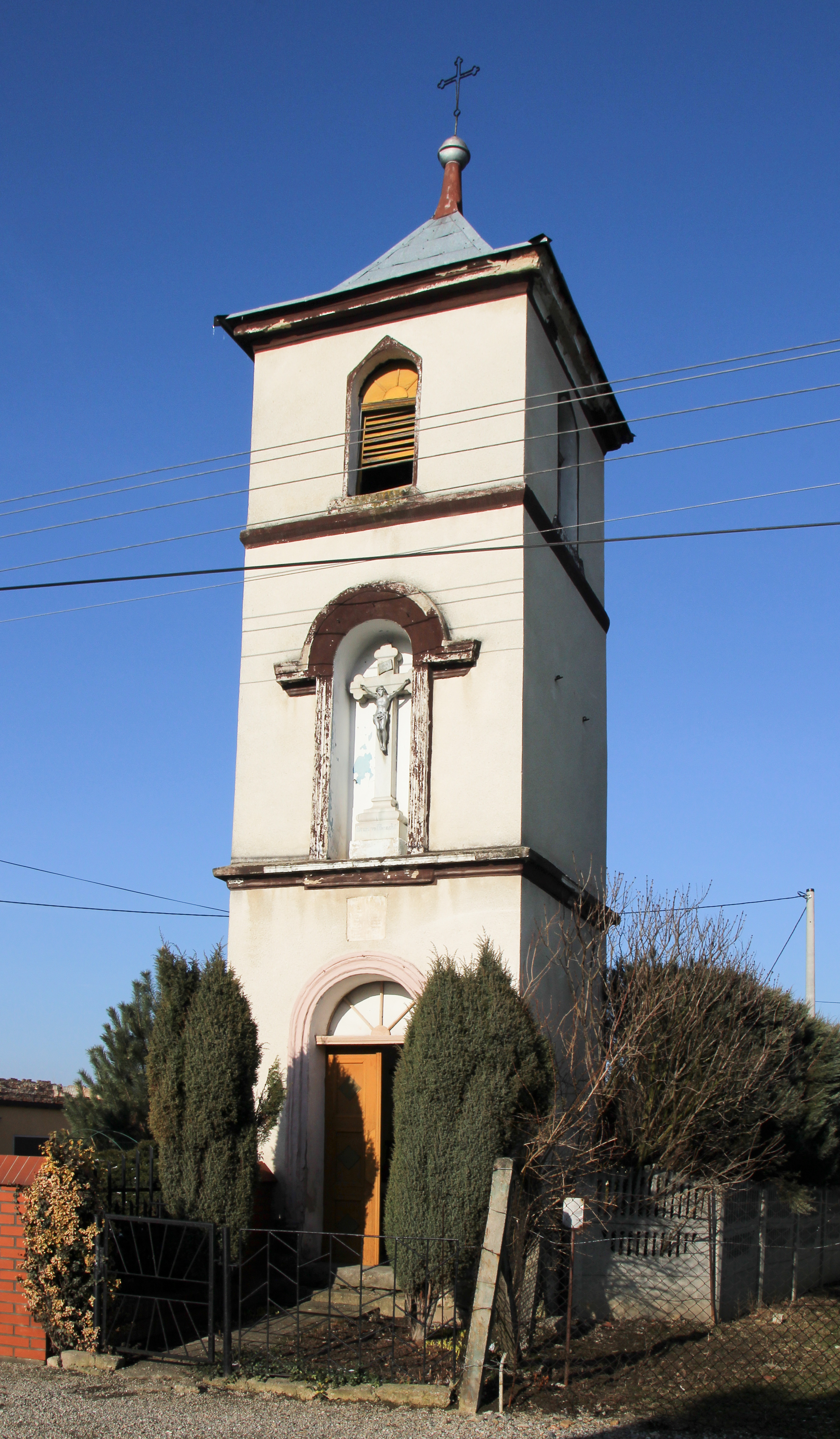
Glockenkapelle

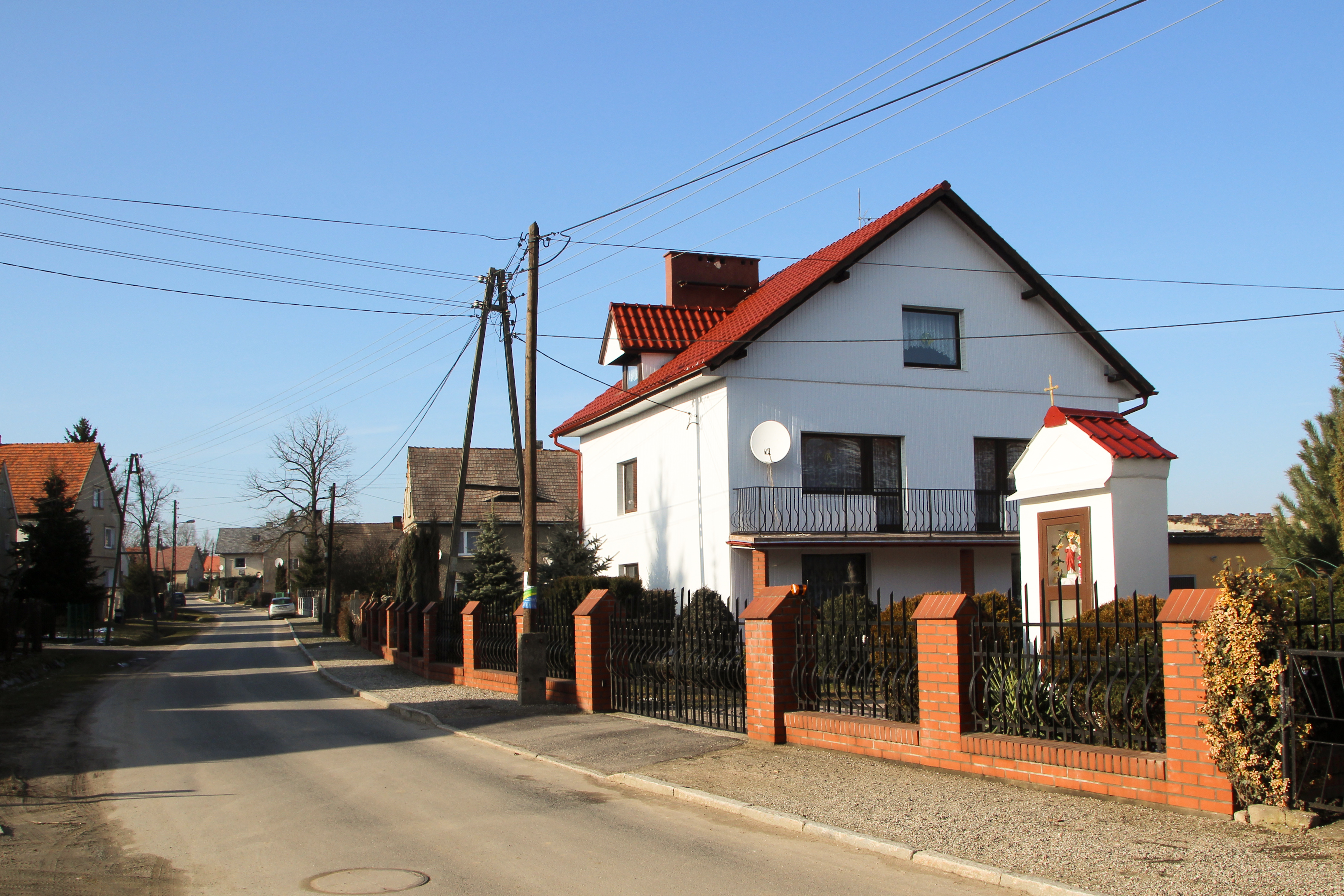
Dorfpartie

„Morow“ wurde erstmals im Zehntregister Liber fundationis episcopatus Vratislaviensis aus den Jahren 1295–1305 erwähnt. 1367 wurde es ebenfalls als Morow erwähnt.
Nach dem Ersten Schlesischen Krieg 1742 fiel Mohrau mit dem größten Teil Schlesiens an Preußen.
Nach der Neugliederung der Provinz Schlesien gehörte die Landgemeinde Mohrau ab 1816 zum Landkreis Neisse, mit dem es bis 1945 verbunden blieb. 1827 wurde eine katholische Schule eingerichtet. 1845 bestanden im Dorf eine katholische Schule und weitere 80 Häuser. Die Einwohnerzahl lag bei 582, davon einer evangelisch. 1855 lebten 412 Menschen im Ort. 1865 zählte der Ort sieben Bauernhöfe, 35 Gärtner- und 25 Häuslerstellen. Die katholische Schule wurde im gleichen Jahr von 113 Schülern besucht. 1874 wurde der Amtsbezirk Bielau gegründet, dem die Landgemeinden Bielau, Eilau, Mohrau, Preiland und Steinhübel sowie die gleichnamigen Gutsbezirke eingegliedert wurden. 1885 zählte Mohrau 594 Einwohner. 1933 waren es 527 und 1939 504 Einwohner.
Als Folge des Zweiten Weltkriegs fiel Morau 1945 mit dem größten Teil Schlesiens an Polen. Nachfolgend wurde es in Morów umbenannt und der Woiwodschaft Schlesien angeschlossen. Die deutsche Bevölkerung wurde, soweit sie nicht vorher geflohen war, weitgehend vertrieben. Die neu angesiedelten Bewohner waren teilweise Zwangsumgesiedelte aus Ostpolen, das an die Sowjetunion gefallen war. 1950 wurde Morów der Woiwodschaft Opole eingegliedert.

## Sehenswürdigkeiten
- Dreistöckige Glockenkapelle
- Denkmal für die Gefallenen des Ersten Weltkriegs
- Wegekreuz
- Wegekapelle

## Vereine
- Fußballverein LZS Morów-Koperniki

## Persönlichkeiten
- Walter Gröger (1922–1945), Matrose